# Маттеи, Христиан-Фридрих
Христиа́н Фри́дрих фон Матте́и (нем. Christian Friedrich von Matthäi; 4 марта 1744, Саксония — 14 (26) сентября 1811, Москва) — русско-немецкий филолог, специалист по древним греческим и латинским рукописям. Тексты Нового Завета, изданные Маттеи, вместе с текстами Нового Завета, изданные Иоганном Мартином Августином Шольцем легли в основу написания второго издания Синодального перевода книг Нового Завета 1860-62 года. Считается одним из зачинателей библейской текстуальной критики в России.

## Биография
Учился в Дрезденской школе при церкви Св. Креста у Иоганна Августа Эрнести (1707—1781) и с 1763 года в Лейпцигском университете. В 1769 году был удостоен степени доктора философии и словесных наук; в 1770 году для получения профессуры защитил диссертацию «Disputatio de Aeschine Oratore» и в 1771 году начал читать лекции в Лейпцигском университете. Вскоре был приглашён в Московский университет. Переехав в Россию, с августа 1772 года занял должности ректора обеих университетских гимназий; в апреле 1776 года утверждён в должности экстраординарного профессора по кафедре словесности; с 1778 года — ординарный профессор.
В июне 1784 года из-за домашних обстоятельств уволился из Московского университета и возвратился в Саксонию, где в течение 18 лет преподавал и занимался наукой: с октября 1785 года был ректором Мейссенской провинциальной школы; с июля 1789 года — профессор Виттенбергского университета (был дважды деканом и один раз вице-деканом философского факультета, с 1792 года — ректор университета).
В 1803 году он снова, по приглашению попечителя университета и одновременно первого попечителя Московского учебного округа М. Н. Муравьёва, вернулся в Московский университет, где занял созданную по Уставу 1804 года кафедру греческого языка и древностей (а с 1809 — также и кафедру латинского языка и древностей). Маттеи до конца своих дней преподавал греческую и латинскую словесность Московском университете в должности ординарного профессора. Муравьёв, уделявший большое внимание изучению античной культуры в Московском университете, поощрял занятия Маттеи в Москве: тот смог вернуться к работе с рукописями Синодальной библиотеки и в 1804 году напечатал их полный каталог с посвящением императору Александру I (в 1804—1806 четырежды получал в награду от императора бриллиантовые перстни). По просьбе попечителя А. К. Разумовского Маттеи перевёл на латинский язык (1808) текст Устава Московского университета.
Кроме изданий каталогов древних рукописей на греческом языке, хранившихся в библиотеке Святейшего синода и библиотеке синодальной типографии (1776 и 1780 — в Москве и 1805 — в Лейпциге, в 2-х томах), он издал в Москве Новый Завет на греческом и латинском языках, с примечаниями (1782—1788;, в Мейсене — Послания св. апостола Павла; в Лейпциге — греческое Евангелие по чину константинопольской церкви. Им же составлены «Греческая хрестоматия» (1773 и 1805) и «Латинский синтаксис для употребления российского юношества» (1780). Современные исследователи относят его к «основоположникам классической филологии в России и как науки, и как учебной дисциплины».
Декан словесного факультета Московского университета (1808—1810). На лекциях Маттеи разбирал произведения крупнейших греческих и римских авторов, касался истории Древнего мира, выпустил учебные пособия по обоим языкам. Студенческие вспоминания сохранили образ добродушного, снисходительного профессора, который «старался не о наружном блеске и увлекательности лекций, но об их существенной пользе и достоинстве науки». Учеником Маттеи, принявшим после его смерти обе кафедры был Р. Ф. Тимковский
Церковный археограф митрополит Евгений (Болховитинов), отмечая научные достижения Маттеи, писал о нём: «По смерть свою он был в уважении у всех учёных людей».

## Масонство
С 1779 года был мастером масонской ложи «Трёх мечей»:

<…>император Павел, приехав в Москву на коронацию, повелел профессору Маттеи, управлявшему ложей «Трёх мечей», созвать всех главных масонов.— Шумигорский Е.С. Император Павел I и масонство — //Масонство в его прошлом и настоящем. Т. 2 – М.: СП «ИКПА», 1991, сс. 136-152

## Реституция рукописей
Оценивая заслуги Маттеи перед Россией, нельзя в то же время умолчать о факте самовольного изъятия им рукописей из Синодальной библиотеки, при работе с которыми (1770—1780-е) Маттеи имел полную свободу. Ещё находясь в Москве в первый период, Маттеи щедро рассылал для публикации или дарил европейским учёным греческие рукописи, происхождение которых не мог в точности объяснить. Вывезенное им из России обширное собрание (более 60 манускриптов), якобы приобретённое «во внутренних областях страны», Маттеи в 1788 году продал саксонскому курфюрсту.
В 1789—1780 годах писатель Н. М. Карамзин во время поездки в Европу обратил внимание на тот факт, что в дрезденской библиотеке:

Между греческими манускриптами показывают весьма древний список одной Эврипидовой трагедии, проданный в библиотеку бывшим московским профессором Маттеем; за сей манускрипт, вместе с некоторыми другими, взял он с курфюрста около 1500 талеров. Спрашивается, где г. Маттей достал сии рукописи?— Карамзин Н. М. Письма русского путешественника - М.: Сов. Россия, 1983, 512 с.
Лишь спустя 100 лет усилиями учёных было неопровержимо доказано, что хранящиеся в Европе рукописи, восходящие к Маттеи, были изъяты им (украдены или заменены на менее ценные) из Московской синодальной библиотеки, что привело к ущербу для текстов ряда памятников.
П. А. Бессонов, известный ревнитель «чистоты славянства» (см. его работу «Мнимый „туранизм“ русских. К вопросу об инородцах и переселениях в России», 1885) в 1870 году указывал, что профессор увёз за границу из патриаршей библиотеки найденную им «драгоценную рукопись Гомера». Об этом же писал А. М. Кубарев в 1866 году.
Рукописи, как и прочие древности, свободно продавались и покупались, однако, через десятки лет после смерти учёного, в период борьбы с «иностранными шпионами» в СССР появилась впоследствии растиражированная информация о якобы похищении ценных рукописей целиком и частями, и отправке (продаже) их в университетские библиотеки, в Лейден, Лейпциг, Дрезден и Гёттинген. Из России действительно были вывезены выкупленные из частных собраний рукописи «Илиады», произведений Софокла, Еврипида и других древних авторов.

<…> среди большой коллекции рукописей, попавшей после падения Константинополя от греческих патриархов в Москву, находились также сочинения Гиппократа и ряда других врачей позднейшего времени. Они хранились впоследствии в синодальной библиотеке, и профессор московского университета Маттеи, разбиравший и публиковавший греческие рукописи, в начале XIX в. вывез, отъезжая из Москвы, Гиппократа за границу.— Карпов В. Гиппократ и Гиппократов сборник // Гиппократ. Избранные книги. — М.: Биомедгиз, 1936. — С. 57

Позднее, как писала историк Г. А. Тюрина, ссылки на неподтвержденные «факты масштабных хищений» профессором Маттеи древних рукописей вытеснили в научной и, особенно, в популярной литературе указания на его выдающийся вклад в исследование греческих рукописей.

## Приписываемый афоризм
Х.-Ф. Маттеи приписывается афоризм:

 Россия принадлежит русским, ее произведения — всему свету.

## Труды
- Lectiones Mosquenses (Leipzig 1779).
- Novum Testamentum Graece. Wittenberg 1803. tomus 1, Wittenbergae: 1804. tomus 2, Wittenbergae: 1807. tomus 3
- Лучшие места из разных греческих писателей, собранныя Христианом Фридериком Маттеем, публ. орд. пофессором древней литературы — Москва: В Университетской типографии, 1807. — 117 с.
- Книги Христиана Фридриха фон Маттеи на Europeana